# Avia Initia
Avia D120 EURO 6 čili obchodním názvem Avia Initia (čteno [Inicia]) je lehký nákladní vůz společnosti Avia Motors, nástupce vozu Avia D120 s novým EURO 6 motorem, faceliftem kabiny a s několika dalšími vylepšeními. Vyrábí se od podzimu 2017. Od roku 2019 společnost upustila od nižších modelů D75 a D90 Initia a pokračuje jen ve výrobě D120 Initia 4x4.

## Historie
Vůz Avia Initia vznikl v roce 2017 jako projekt obnovené Avie po přesunu výroby do Přelouče po převzetí holdingem Czechoslovak Group v roce 2016. V červnu roku 2017 přinesla nově představená modernizace původního modelu D120 vůz D120 EURO 5 představený na ruském veletrhu CTT v Moskvě, který zahrnoval nový facelift kabiny a pro ruský trh postačující motor Euro 5. Na podzim pak byl představen model D120 EURO 6 čili Initia, který už měl kromě faceliftovaného designu také motory Euro 6, nutné v té době pro prodej v Evropské unii, a několik dalších vylepšení. Tím byla slavnostně otevřena obnovená Avia, která předtím 3 roky nevyráběla. V září končila homologace výroby i vozidel a začínala sériová výroba, která počítala s 90 vyrobenými vozy v roce 2017 a s 360 až 400 vozy v dalším roce. První přeloučský vůz sjel z linky ještě v září a získala jej ještě před jeho vyrobením během homologací společnost Recycling – kovové odpady z Chotěboře. Podle tvrzení Avie byla celá plánovaná produkce 90 vozů pro tento rok rozebrána ještě před zahájením výroby.
V roce 2018 firma vyrobila okolo 70 vozů Initia a na podzim oznámila ukončení výroby nejnižších modelů D75 a D90 Initia k lednu 2019. D120 4x2 a 4x4 se ještě vyráběly do léta 2019, kdy začala platit nová evropská emisní norma. I poté se nadále vyrábějí řady D120 Initia 4x4 (134 kW nebo 152 kW), jde o výrobu speciálů na zakázku. V roce 2020 se plánovala výroba užitkových elektromobilů, projekt však byl zmrazen, podepsala se na tom i pandemie nemoci covid-19.

## Popis vozu a technologie
Společnost Avia dováží výlisky z Indie, z kterých vyrábí ve vlastní svařovně kabiny, které následně lakuje v lakovně sesterské továrny Tatra. Rámy nakupuje od společnosti Karbox patřící do mateřského holdingu. Vůz se vyrábí v provedení dvanáct tun s několika možnými rozvory a s motory Cummins o výkonu 180 nebo 210 koní. Kromě vozidel s pohonem 4x2 začaly vznikat i provedení 4x4. Avia Motors tento typ slavnostně představila v květnu 2018 na předváděcí akci v Přelouči. Ve spolupráci se sesterskou firmou Karbox Avia připravila také hasičské vozidlo (s motorem Euro 5).
Kromě dieselového motoru Cummins, který používá technologii SCR (Selektivní katalytická redukce), EGR ventil a filtr pevných částic došlo k dalším úpravám celého vozu. Konstruktéři kompletně přepracovali elektroniku, zastavěli nový přístrojový štít s palubním počítačem a dalšími funkcemi. Z bezpečnostních asistentů do vozu byly postupně zavedeny kamery systému LDWS (Lane departure warning system - systém pro varování před nechtěným opuštěním jízdního pruhu) a radar, zabudovaný v mřížce nárazníku. Vyrobená vozidla v Přelouči vznikla ve vyšší výbavě s klimatizací, centrálním zamykáním, mlhovkami, LED denním svícením, elektricky ovládanými a vyhřívanými zrcátky. Na přání se montuje pohon přídavné převodovky. 